# Lepidostoma anorhepes
Lepidostoma anorhepes är en nattsländeart som först beskrevs av Arturs Neboiss 1990.  Lepidostoma anorhepes ingår i släktet Lepidostoma och familjen kantrörsnattsländor. Inga underarter finns listade i Catalogue of Life.